# بنان
بَنّان مدينة بالساحل التونسي، تقع بمعتمدية قصيبة المديوني من ولاية المنستير، وهي تبعد 11 كم جنوب غربي مدينة المنستير. تشتهر بالفلاحة، وخاصة منها الزيتون واللوز والتين والعديد من الخضراوات.

## أعلام
- توفيق بلبولي
- عبد الرحمان جاد الله البناني: المتوفي سنة [1]1783: مدرّس ومؤلف. رحل الى مصر، درس بالأزهر ودرّس برواق المغاربة وتولى مشيخة هذا الرواق مرتين. ألّف حاشية على شرح المحلّى على جمع الجوامع لابن السبكي.
- عبد العزيز قاسم[1]: شاعر وكاتب. ولد سنة 1933 بمدينة بنّان. يكتب باللغة الفرنسية واللغة العربية. نشر أكثر من عشرين مُؤلفا منها خمسة دواوين شعر. آخر مؤلفاته ديوان شعر باللغة الفرنسيّة بعنوان Quatrains en déshérence وكتاب باللغة العربيّة بعنوان الحبيب بورقيبة المستمع الأكبر ومؤلّف باللغة الفرنسيّة بعنوان A la recherche d’un humanisme perdu. ----[1]- عبد الرحمان بالحاج علي " بنّان شتات الذاكرة" منشورات ابن عربي 2022. ----[1]- عبد الرحمان بالحاج علي " بنّان شتات الذاكرة" منشورات ابن عربي 2022.